# Lee June-seo
Dans ce nom coréen, le nom de famille, Lee, précède le nom personnel.
Lee June-seo est un patineur de vitesse sur piste courte sud-coréen né le 3 juin 2000.

## Carrière
En 2018, il se classe deuxième aux Championnats du monde junior de patinage de vitesse sur piste courte en remportant le 500 m,. Finaliste du relais avec Hong Kyung-hwan, Moon Won-jun, Park Jang-hyuk, l'équipe reçoit un carton jaune. 